# 에어호

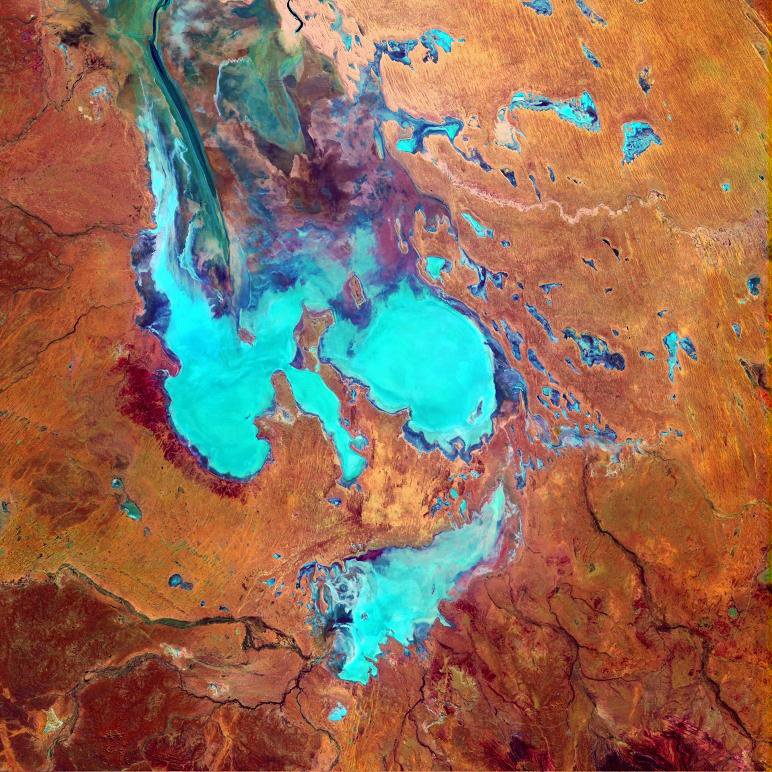
에어 호의 위성사진

에어 호(영어: Lake Eyre)는 사우스오스트레일리아주의 중앙부에 있는 염호이다. 오스트레일리아에서 가장 낮은 곳이며, 면적 9,300km2이다. 호수는 북쪽 호수와 남쪽 호수 두 부분으로 나뉘는데, 북쪽 호수는 길이 130km, 너비 80km이며, 남쪽 호수는 길이 60km, 너비 25km이다.

## 건기와 우기
우기에는 비가 와 물이 가득 차 있다가, 건기에는 물이 말라 버린다.

## 기후와 지형
호수는 크지만 강수량이 250mm이하인 건조 지대에 있고 배수구가 없어 물이 말라버리는 일이 많다. 호수 부근은 대찬정 분지의 저지대이며, 원래는 스펜서 만으로 통하는 내해의 일부였다. 호수면은 해수면 보다 12m~18m가량 낮다.